# 姚本輝
姚本輝（英語：Ricky Yiu Poon Fai，1957年7月12日—），人稱「輝哥」、「馬王輝」，是香港賽馬會所屬練馬師和前騎師，是香港賽馬史上累積頭馬數字最多的華人練馬師。2019/2020年度馬季，姚本輝贏得67場頭馬，首度奪得香港冠軍練馬師榮銜。

## 簡介
姚本輝是英皇御准香港賽馬會第一屆見習騎師訓練班學員，同期學員計有告東尼、羅國洲、陳子銓、呂志聲、葉英健、梁偉德、麥子文、李漢明及李家和。1974年獲發騎師牌照，曾先後隸屬練馬師高仕和、李殿林馬房。1974年10月16日策高仕和馬房「新赤兔」首次出賽，1976年2月14日策蘇芬諾夫馬房「安伯伯」取得首次頭馬。於1974年至1980年期間取得11場頭馬，1980年掛靴後轉戰幕後，由施萬賦馬房策騎員做起，升正為練馬師之前，曾先後擔任施萬賦（Gordon Smyth）、蘭尼（人稱「金童蘭」）、羅國洲的副練。
1995年-1996年馬季，姚本輝獲發練馬師牌照，並於1995年9月23日憑陳乃顯名下的「統帥」取得於港從練首場頭馬，從練首季以20場頭馬完成賽季。
1998-1999馬季，姚本輝以40場頭馬位居練馬師榜第三位，1999-2000年馬季，憑靚蝦王贏得第一屆香港短途錦標，其後亦憑同主馬「正蝦王」贏得一項三級賽。
姚本輝於2003-2004年馬季陷入低谷，於2005-2006馬季只贏得10場頭馬。後來在2007-2008年馬季憑「蓮華生輝」贏得五個分級賽冠軍，其後「蓮華生輝」亦於2008-2009、2009-2010、2010-2011年度馬季再取得七項分級賽冠軍。
姚本輝與韋達的合作甚少，除了於2005年國際騎師錦標賽因為抽中聚寶駒並取得勝利，兩者之間再無合作。但於2012-2013年馬季開鑼，因為策騎鎮倉寶崇山寶再度合作，但於第二班一千米直路屈居亞軍。
姚本輝是2013年6月瘦肉精事件中首位受害者，旗下四匹賽駒被檢驗出瘦肉精，6月12日賽事原定出賽八匹參戰馬悉數退出。
2019-2020年馬季，是姚本輝從練以來成績最佳、單季頭馬數字最多的一季，頭馬數字首次突破50場大關，2020年5月3日，他憑「富高八斗」取得在港從練的第八百場頭馬，最終他以67場頭馬首次成為冠軍練馬師，成為繼簡炳墀及葉楚航兩師徒之後歷來第三位能夠奪得香港冠軍練馬師的華人練馬師。
2021年7月7日，姚本輝憑「航天勝將」取得從練後第844場頭馬，追平由簡炳墀保持的華人練馬師最多頭馬紀錄。他再於7月11日的賽事日增添兩場頭馬，打破簡炳墀保持多年的紀錄。
2023年3月19日，他憑「遨遊氣泡」首度贏得香港打吡大賽。
2024年5月11日，姚本輝憑「千杯敬典」取得在港從練的第一千場頭馬。

#### 本地頭馬紀錄
| 日期          | 成就         | 場地   | 馬名     | 騎師   | 備註                                             |
| ------------- | ------------ | ------ | -------- | ------ | ------------------------------------------------ |
| 1995年9月23日 | 第1場頭馬    | 沙田   | 統帥     | 查汝誠 |                                                  |
| 1999年2月27日 | 第100場頭馬  | 沙田   | 靚蝦王   | 金仕芬 | 無綫電視盃                                       |
| 2002年3月6日  | 第200場頭馬  | 跑馬地 | 通勝     | 冼毅力 |                                                  |
| 2007年4月22日 | 第300場頭馬  | 沙田   | 經緯渡   | 湯智傑 |                                                  |
| 2010年5月30日 | 第400場頭馬  | 沙田   | 勝利金剛 | 湯智傑 |                                                  |
| 2012年7月15日 | 第500場頭馬  | 沙田   | 吾誰與歸 | 湯智傑 |                                                  |
| 2015年6月24日 | 第600場頭馬  | 跑馬地 | 綠茵風采 | 莫雷拉 |                                                  |
| 2018年1月17日 | 第700場頭馬  | 跑馬地 | 陀飛輪   | 李寶利 |                                                  |
| 2020年5月3日  | 第800場頭馬  | 沙田   | 富高八斗 | 莫雷拉 |                                                  |
| 2022年9月11日 | 第900場頭馬  | 沙田   | 年年豐盛 | 何澤堯 |                                                  |
| 2024年5月11日 | 第1000場頭馬 | 沙田   | 千杯敬典 | 潘明輝 | 香港賽馬史上第一位在港贏出一千場頭馬的華人練馬師 |

### 遠征海外
2009年5月17日，姚本輝派遣「蓮華生輝」出戰在新加坡舉行的一級賽KrisFlyer國際短途錦標，於柏寶胯下力壓當地馬王火箭人勝出，並造出場地紀錄時間1分7秒8。
2010年10月3日，姚本輝派遣「極奇妙」出戰在日本舉行的國際一級賽短途馬錦標，於黎海榮胯下勝出。
2011年2月3日，姚本輝派遣「電光能源」出戰在杜拜舉行的國際三級賽新達加短途錦標，於杜利萊胯下勝出。
2014年3月29日，姚本輝派遣「崇山寶」出戰在杜拜舉行的國際一級賽阿喬斯短途錦標，於莫雷拉胯下勝出。

## 練馬師隸屬見習騎師
- 談樹文（已掛靴）
- 余健雄（後轉往澳門策騎）
- 曾錦銓（已升格為自由身騎師，已故）
- 呂卓賢（已掛靴）

## 主要訓練馬匹
- 蓮華生輝（2009-2010馬季香港馬王、2008-2009、2009-2010馬季最受公眾歡迎馬匹、2007-08馬季起連續四季最佳短途馬、兩屆香港短途錦標冠軍、兩屆百週年紀念短途盃冠軍、兩屆主席短途獎冠軍、KrisFlyer國際短途錦標冠軍、兩屆短途錦標冠軍、馬會短途錦標冠軍、兩屆沙田短途錦標冠軍、新加坡克蘭芝馬場草地1200米紀錄時間保持者(1分7秒80)、曾保持沙田馬場草地1200米紀錄時間達17年之久(2007-2024)）
- 遨遊氣泡（2024-2025馬季最佳一哩馬、最佳長途馬、2024-2025馬季香港三冠大賽系列三冠馬王，2023年香港經典一哩賽及香港打吡大賽冠軍、2024年及2025年董事盃冠軍、2024年香港一哩錦標冠軍、2025年香港金盃冠軍、2025年香港冠軍暨遮打盃冠軍、2024年馬會一哩錦標冠軍）
- 靚蝦王（以3歲之齡勝出主席短途獎、首屆香港短途錦標冠軍）
- 崇山寶（2011-2012馬季最佳新馬、2014年百週年紀念短途盃冠軍、2014年阿喬斯短途錦標冠軍）
- 極奇妙（2010年日本短途馬錦標及短途錦標冠軍）
- 遨遊戰士（2020年短途錦標冠軍)
- 高大威猛（2021年主席錦標冠軍）
- 電光能源（2011年新達加短途錦標冠軍）
- 旌暉（2017年廣東讓賽盃、2019年洋紫荊短途錦標、2020年精英盃冠軍、2020年香港短途錦標亞軍）
- 有得威（2017年華商會挑戰盃冠軍、2017年香港短途錦標季軍）
- 開心老友（2012年跑馬地銀瓶冠軍）
- 包裝奔馳（2014-2015馬季開始出道，曾取得跨季五連捷佳績、2015-16馬季冠軍一哩賽季軍）
- 包裝騎士（2016/2017年度跑馬地百萬挑戰盃積分總冠軍）
- 龍船鼓響（2019年跑馬地銀瓶冠軍、2019-2020季度香港金盃季軍）
- 寶成智勝（2019/2020年度馬季最佳新馬）
- 聚寶駒（2007/2008年度跑馬地百萬挑戰盃積分總冠軍）
- 電子麒麟（香港馬主協會錦標、2000年其士盃）
- 牛精福星（2003年皮亞士紀念挑戰盃）
- 友誼至好（2021年成為沙田馬場草地1600米場地紀錄時間保持者、2021年沙田一哩錦標冠軍、2021年沙田錦標亞軍）
- 一先生（2023年賀年盃冠軍）
- 觔斗雲（2024年百週年紀念銀瓶冠軍）

## 成就
- 香港冠軍練馬師 - (1) - (2019/2020年度馬季)

## 從騎成績
| 年度      | 冠 | 亞 | 季 | 殿 | 第五 | 出賽次數 | 所贏獎金（港元） | 備註     |
| --------- | -- | -- | -- | -- | ---- | -------- | ---------------- | -------- |
| 1974-1975 | 0  | 0  | 2  | 1  |      | 9        | --               | 策騎首季 |
| 1975-1976 | 1  | 0  | 3  | 3  |      | 34       | --               | 第2季    |
| 1976-1977 | 3  | 2  | 2  | 2  |      | 34       | --               | 第3季    |
| 1977-1978 | 2  | 6  | 2  | 7  |      | 38       | --               | 第4季    |
| 1978-1979 | 4  | 6  | 2  | 2  | 3    | 49       | --               | 第5季    |
| 1979-1980 | 1  | 0  | 2  | 4  | 4    | 33       | --               | 第6季    |
| 總計      | 11 | 14 | 13 | 19 | 7    | 197      |                  |          |

## 從練成績
| 年度      | 冠  | 亞 | 季 | 殿 | 第五 | 出馬總數 | 所贏獎金（港元） | 練馬師榜排名    | 備注     |
| --------- | --- | -- | -- | -- | ---- | -------- | ---------------- | --------------- | -------- |
| 1995-1996 | 20  | 20 | 19 | 15 | 11   | 219      | $                | 12 / 26         | 開倉首季 |
| 1996-1997 | 25  | 20 | 20 | 24 | 18   | 326      | $                | 9 / 26          | 第2季    |
| 1997-1998 | 30  | 28 | 15 | 31 | 28   | 371      | $                | 8 / 23          | 第3季    |
| 1998-1999 | 40  | 28 | 33 | 30 | 24   | 383      | $                | 3 / 23          | 第4季    |
| 1999-2000 | 40  | 27 | 26 | 31 | 37   | 480      | $                | 5 / 25          | 第5季    |
| 2000-2001 | 28  | 32 | 32 | 23 | 32   | 444      | $                | 13 / 25         | 第6季    |
| 2001-2002 | 26  | 22 | 27 | 32 | 33   | 381      | $19,951,110      | 11 / 24         | 第7季    |
| 2002-2003 | 28  | 37 | 32 | 21 | 32   | 355      | $19,900,400      | 14 / 26         | 第8季    |
| 2003-2004 | 16  | 29 | 28 | 37 | 28   | 326      | $14,649,835      | 17 / 25         | 第9季    |
| 2004-2005 | 18  | 14 | 20 | 29 | 21   | 307      | $12,045,900      | 19 / 25         | 第10季   |
| 2005-2006 | 10* | 13 | 12 | 12 | 22   | 202      | $7,261,320       | 23 / 24         | 第11季   |
| 2006-2007 | 24  | 11 | 16 | 18 | 17   | 181      | $13,774,550      | 14 / 25         | 第12季   |
| 2007-2008 | 37  | 31 | 22 | 25 | 24   | 295      | $37,541,775      | 10 / 24         | 第13季   |
| 2008-2009 | 25  | 22 | 31 | 30 | 32   | 390      | $22,827,537      | 12 / 24         | 第14季   |
| 2009-2010 | 39  | 32 | 32 | 29 | 32   | 429      | $40,324,912      | 6 / 24          | 第15季   |
| 2010-2011 | 49  | 50 | 49 | 46 | 33   | 487      | $44,956,225      | 5 / 24          | 第16季   |
| 2011-2012 | 45  | 48 | 40 | 36 | 44   | 528      | $38,469,963      | 5 / 24          | 第17季   |
| 2012-2013 | 37  | 35 | 40 | 38 | 46   | 463      | $32,679,200      | 7 / 24          | 第18季   |
| 2013-2014 | 35  | 39 | 38 | 29 | 32   | 440      | $34,375,888      | 11 / 24         | 第19季   |
| 2014-2015 | 31  | 31 | 29 | 44 | 29   | 467      | $27,837,496      | 14 / 24         | 第20季   |
| 2015-2016 | 34  | 49 | 45 | 31 | 49   | 464      | $42,615,125      | 12 / 24         | 第21季   |
| 2016-2017 | 45  | 44 | 34 | 40 | 34   | 453      | $52,324,675      | 7 / 22          | 第22季   |
| 2017-2018 | 35  | 27 | 46 | 36 | 28   | 414      | $42,458,950      | 10 / 23         | 第23季   |
| 2018-2019 | 29  | 35 | 37 | 28 | 35   | 427      | $38,837,350      | 15 / 22         | 第24季   |
| 2019-2020 | 67  | 43 | 44 | 44 | 45   | 480      | $76,092,793      | 1 / 22 （冠軍） | 第25季   |
| 2020-2021 | 33  | 38 | 29 | 50 | 20   | 454      | $53,349,000      | 12 / 22         | 第26季   |
| 2021-2022 | 53  | 59 | 53 | 50 | 40   | 542      | $70,282,190      | 5 / 22          | 第27季   |
| 2022-2023 | 57  | 39 | 52 | 48 | 45   | 526      | $95,196,415      | 4 / 22          | 第28季   |
| 2023-2024 | 60  | 52 | 45 | 56 | 48   | 564      | $107,749,570     | 3 / 21          | 第29季   |
| 2024-2025 | 49  | 55 | 51 | 51 | 52   | 519      | $128,151,723     | 5 / 22          | 第30季   |

* 全季頭馬數目為不達標（練馬師牌照審核指引於1999/2000年馬季首次實施，當時合格基準為12場頭馬。其後於2003/04年度增至13場頭馬。2013/14年度進一步上調至15場頭馬，更明確指出若然最終只勝出13或14場頭馬，獎金則要達1500萬港元方算達標【外地賽事取得頭馬及獎金皆計算在內】。2016/17年度進一步上調至16場頭馬，更明確指出若然最終只勝出14或15場頭馬，獎金則要達1850萬港元方算達標【外地賽事取得頭馬及獎金皆計算在內】，2019/2020年度維持16場頭馬的達標要求，但明確指出若然最終只勝出14或15場頭馬，獎金則上調至2100萬港元方算達標【外地賽事取得頭馬及獎金皆計算在內】。）由2021至2022年馬季開始，馬會修訂練馬師續牌條件，只在香港設廐的練馬師，達標要求為最少贏得16場頭馬，當中14場頭馬需要包括四班或以上的賽事，包括新馬賽。而在香港和從化兩地設廐的練馬師，達標要求更改為最少贏得18場頭馬，當中16場頭馬需要包括四班或以上的賽事，包括新馬賽，而無最低獎金要求。需要符合上述準則，即最少要贏14場四班或以上賽事；若然贏了14場四班或以上賽事，但整體不夠16場頭馬，亦不算是達標。

## 外部連結
- 練馬師資料 姚本輝（页面存档备份，存于）